# Eyak (Volk)
Die Eyak gehören zu den Indigenen Völker Alaskas (Alaska Natives) und sind heute als Native Village of Eyak offiziell auf Bundesebene als Stamm (in Alaska Native Village genannt) anerkannt, das “Native Village of Eyak” selbst ist als Alaska Native Village Statistic Area (ANVSA) Teil des Stadtgebiets von Cordova; heute leben die Eyak zudem in Yakutat und im übrigen Alaska. Die Eyak besiedelten große Teile der heutigen Valdez-Cordova Census Area, ihre Gebiete umfassten die Region am Golf von Alaska zwischen Copper River und Icy Bay südlich des Mount Saint Elias. Um 2002 hatte der Stamm rund 170 Mitglieder, von denen aber nur noch eines ausschließlich Eyak-Vorfahren hatte.

## Namensgebung
Die heute übliche Bezeichnung „Eyak“ sowohl für die Ethnie als auch für ihre Sprache ist ein Exonym und stammt aus dem Sugt’stun (Alutiit’stun)-Dialekt der Chugach Sugpiaq, einer Gruppe der Sugpiaq („echte Menschen“, besser bekannt als Alutiiq) für ein Eyak-Dorf als Igya'aq an der Mündung des Eyak River.
Die Eyak selbst bezeichnen sich als dAXunhyuu („das Volk/die Menschen“) und das heutige Eyak Native Village als iiyaaGdaad („in/bei Eyak Native Village“) – jedoch den heute offiziell anerkannten Stamm als iiyaaGdAlahGAyuu („Volk/Menschen vom Eyak Native Village“), da der Stamm aus Nachfahren von Chugach Sugpiaq, Eyak und Tlingit besteht.

## Sprache
Ihre gleichnamige Sprache gehört zur Familie der Na-Dené-Sprachen und gilt auf Grund Sprachwechsel zu Tlingit (Lingít yoo ý'atánk) der politisch-militärisch-kulturell dominierenden Tlingit (Lingít) (und später American English) mit seiner letzten Sprecherin, Marie Smith Jones, Anfang 2008 als ausgestorben. Aktuell gibt es jedoch Maßnahmen zur Sprachrevitalisierung mittels eines Wörterbuchs und Schulunterricht das Eyak bzw. dAXunhyuuga („Wörter des Volkes/der Menschen“) wiederzubeleben.

## Geschichte

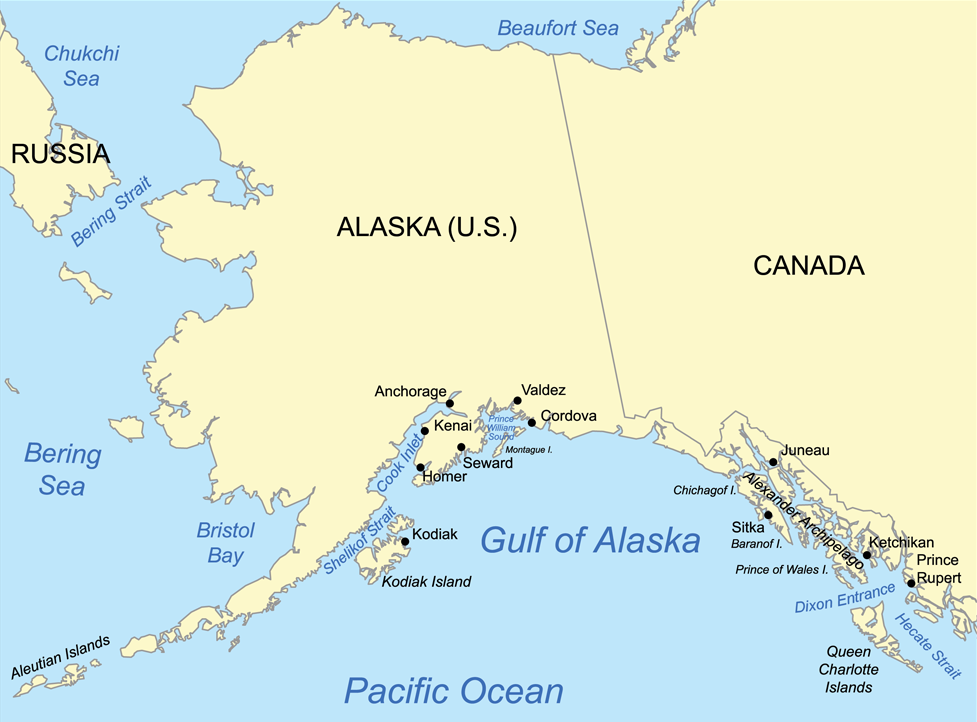
Der Golf von Alaska

Im 18. Jahrhundert lebten die Eyak im Prince William Sound, in einem Gebiet, das sich ostwärts über das Delta des Copper River bis zum heutigen Yakutat erstreckte. Bis etwa 1880 wurden die nach und nach auf ca. 200 Stammesmitglieder dezimierten Eyak immer wieder von Tlingit (Lingít) bedrängt. Sie wurden schon in den 1890er Jahren durch industrielle Fischzucht von ihren Fischgründen abgeschnitten. Die Methoden der Fischzuchten unterbrachen zudem die alljährliche Lachswanderung, so dass sich ihr Leben radikal veränderte.
Zunächst fanden einige Eyak Beschäftigung in den Fischbetrieben, doch wurden sie bald durch billigere chinesische Arbeiter verdrängt. Der Bau einer Eisenbahnverbindung, direkt an der letzten Eyak-Siedlung Cordova vorbei, brachte Alkohol und Opium, dazu Krankheiten. Sie ließen die Zahl der Eyak auf 50 schrumpfen, die weltweite Grippeepidemie von 1918 bis 1920 rottete sie fast aus. Seit 1906 gehörte ihr Dorf am Eyak zum benachbarten Cordova.
Erst 1933 wurden sie als letzter in den USA als Stamm anerkannt. Als Alaska 1959 ein Staat der USA wurde, verloren die Indianer ihr Land. 1971 beseitigte der Alaska Native Claims Settlement Act (ANCSA) alle Stammesrechte auf Land. 44 Millionen Acre Land kamen an private Native corporations, also Unternehmen der Indianer. Die Alaska Federation of Natives stimmte dem Vorgang zu, so dass mittlerweile stammesübergreifende Konzerne das Land besitzen. Die Indianer wurden zu Anteilseignern, was eher die Gewinninteressen betonte, als den Erhalt des Landes. So stimmten sie beispielsweise immer wieder dem Clear Cut Logging zu, einer in Nordamerika immer noch gebräuchlichen Art der flächendeckenden Abholzung ohne jede Selektion.
Die Eyak wurden endgültig beiseitegeschoben, als die US-Behörden feststellten, dass in diesem Gebiet mehrere Stämme lebten. So durften die inzwischen auch nach Cordova gekommenen Indianer, Aleuten und Eskimos in die Stammesversammlung eintreten. Die Eyak wurden schlagartig zur kleinen Minderheit im eigenen Gebiet. Als entgegen den Absprachen am Eyak River der Holzeinschlag begann, versuchte sich Marie Smith Jones als Mitglied des Rates dagegen zu wehren, doch den ausgetauschten Stammesrat interessierten die kulturellen Artefakte am Eyak River wenig – sie sind mit den Bäumen verschwunden.

## Aktuelle Situation
Nachdem der Öltanker Exxon Valdez am 24. März 1989 über 30 Millionen Barrel Rohöl in den Prince William Sound ergossen hatte, gründeten Dune Lankard und andere 1995 das Eyak Preservation Council. Später folgte der NATIVE Conservancy Land Trust. Lankard stammt mit einem Elternteil von den Eyak ab und gehört dem Wolfsclan an. Seiner Organisation gelang es, bisher 700.000 Acre in der Region unter Schutz zu stellen.
1995 feierten die Eyak nach 80 Jahren ihr erstes Potlatch, eine rituelle Feier, die lange Zeit verboten war.